# 크리에이티브 테크놀로지
크리에이티브 테크놀로지 주식회사(영어: Creative Technology Ltd.)는 싱가포르의 컴퓨터 멀티미디어 제품 제공업체이다. 1981년 7월 1일에 세웠으며, 전 세계에 5,000 명이 넘는 직원이 있다. 미국 자회사는 크리에이티브 랩스(Creative Labs)가 있으며, 보통 이 이름은 원래 이 회사를 가리킬 때 사용되지만 이는 잘못 사용되는 말이긴 하다. 크리에이티브는 또한 애플과 미디어 플레이어의 법적 논쟁으로 주의를 끌기도 했다.

## 역사

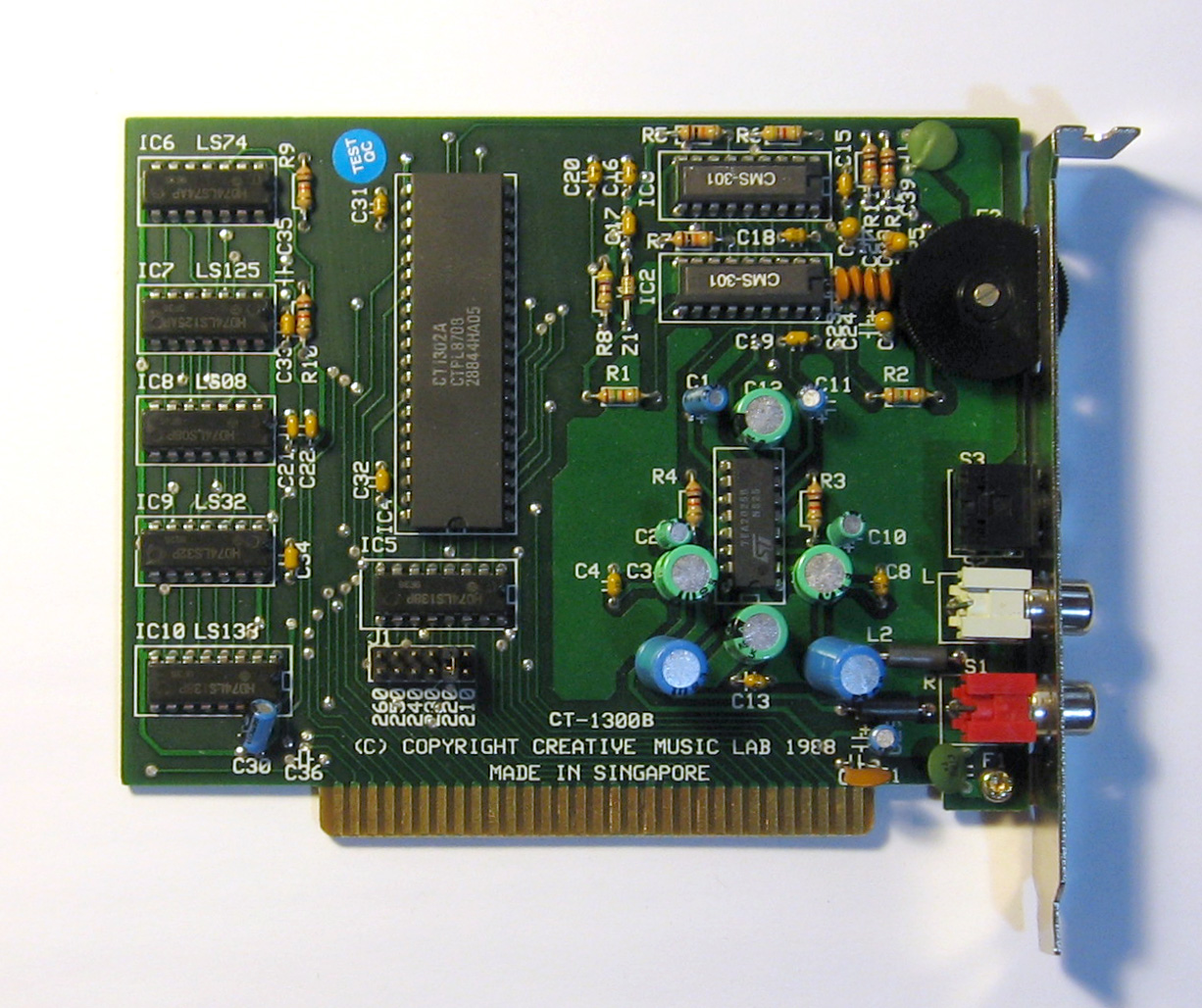
크리에이티브 뮤직 시스템 사운드 카드

이 회사는 컴퓨터 수리점으로 시작했으며, 당시 심웡후는 애플 II 컴퓨터용 애드온 메모리 보드를 개발했다. 나중에 중국어에 특화된 맞춤식 PC를 만들기 시작했다. 이러한 설계의 일부에는 강화된 오디오 기능이 포함되어 있었고, 장치가 음성과 멜로디를 출력할 수 있었다. 오디오 인터페이스가 성공하면서 단일 사운드 카드의 개발로 이어지게 되었다.

## 제품
- 사운드 카드
- 게이밍 사운드 시스템
- CD-ROM, DVD 플레이어 및 제어 카드
- 그래픽 카드
- 웹 카메라
- 디지털 오디오 플레이어
- 프로디키
- 광학 마우스

## 같이 보기
- E-mu 시스템즈
- 환경 음향 확장
- 엔소닉